# Paulos (Steinmetz)
Paulos (altgriechisch Παῦλος), Sohn des Papias, war ein griechischer Steinmetz (technites), der in der mittleren Kaiserzeit in Isaurien tätig war.
Paulos ist durch einen nur als Fragment erhaltenen Fassadengrabstein aus Dorla in Isaurien bekannt, den er gemeinsam mit dem Bildhauer Tas gearbeitet und signiert hat.
Tomas Lochman hält für möglich, dass er mit dem in einer Inschrift aus dem südisaurischen Ort Astra  genannten Paulos, Vater der Steinmetze Gaios und Appatas, identisch ist.